# Colonies marocaines au Sahara occidental

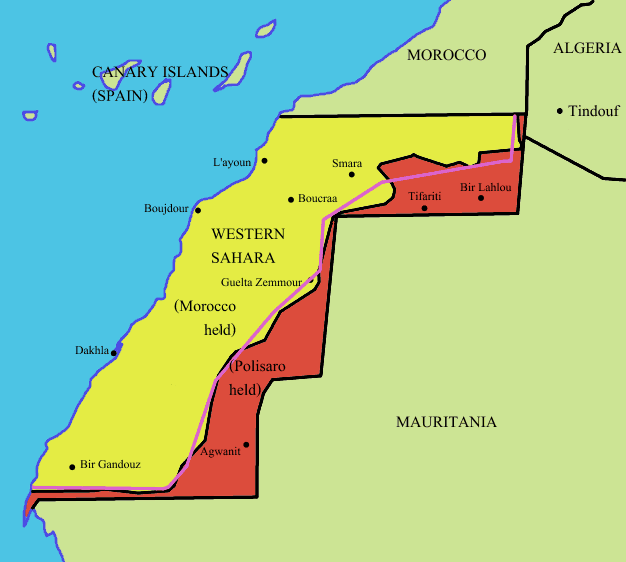
Situation depuis le 6 septembre 1991
Territoire sous contrôle marocain
Territoire sous contrôle de la RASD

Dans le cadre du conflit du Sahara occidental, le royaume du Maroc a parrainé des programmes de colonisation qui ont incité des milliers de citoyens marocains à s'installer au Sahara occidental occupé par le Maroc. Cette migration réglementée est en vigueur depuis la Marche verte en 1975, et il a été estimé en 2015 que les colons marocains représentaient les deux tiers des 500 000 habitants du Sahara occidental.

## Statut juridique

### Juridictions internationales
En vertu du droit international, le Sahara occidental est classé territoire non autonome en vertu de l'article 73 de la Charte des Nations unies et de la Déclaration sur l'octroi de l'indépendance aux pays et peuples coloniaux. Pour sa part, le chercheur Ruiz Miguel qualifie le Sahara occidental de « pays colonial », dont le peuple jouit du droit à l'autodétermination.
L'Avis consultatif de la Cour internationale de justice sur le Sahara occidental distingue les « liens juridiques » des « liens de souveraineté » pour estimer que le Maroc ne possède pas de souveraineté au Sahara occidental.
Des résolutions de l'Assemblée générale des Nations unies ont condamné et ordonné la fin de « l’occupation persistante » du Sahara occidental le 21 novembre 1979 et le 11 novembre 1980. Par la suite, la Commission des droits de l'homme des Nations unies parle, en 1980 et en 1981, « d'occupation ». Le secrétaire général des Nations unies, Ban Ki-moon, fait une déclaration similaire en 2016 lors d'un voyage l'ayant emmené au Sahara occidental et dans les pays voisins.

### Juridictions de l'Union européenne
Selon Pål Wrange, les juridictions européennes n'ont jamais déclaré que le Sahara occidental était sous occupation du Maroc. Hélène Legeay estime que celles-ci se sont refusées à utiliser le terme.
La Cour de justice de l'Union européenne, bien qu'elle ne parle pas d'occupation, estime que le Sahara occidental « n'appartient pas au Maroc ». Le Tribunal parle en 2015 de « territoire disputé », ce qui a été contesté par l'avocat général de la Cour de justice de l'Union européenne, n'étant pas un concept reconnu en droit international, et car ça insinuerait qu'il s'agit « simple différend territorial entre deux parties placées sur un plan équivalent, à propos duquel il s’agirait de ne pas prendre position avant la solution du litige ».
Pour le Parlement européen, il s'agit d'un territoire « illégalement annexé [et] occupé ». Celui-ci qualifie d'« illégales » « l'installation des colons marocains dans ce territoire ainsi que la construction d’infrastructures pour les accueillir sont illégales ».

### Juridictions espagnoles
Selon Ruiz Miguel, les accords de Madrid sont illégaux et l'Espagne est toujours la puissance administrante du territoire. Ce statut est reconnu par les juridictions espagnoles comme le ministère public et l'Audience nationale. Par conséquent, la compétence de la justice espagnole pénale concerne aussi les crimes commis au Sahara occidental. Pour Antoine Quéré, considérer le Maroc comme étant la « puissance administrante « de facto » serait un « non-sens juridique ». Pour l'avocat Hans Corell, il s'agit d'une administration de facto, qui ne « ne change en rien le statut de territoire occupé du Sahara occidental » pour le Parlement européen.

### Juridictions françaises
En France, la Chambre criminelle de la Cour de cassation distingue en 2011 le Maroc du Sahara occidental mais situe en 2016 Laâyoune au Maroc dans une affaire de torture de militants sahraouis. La Cour administrative d'appel (CAA) de Bordeaux reconnaît en 2017 « l'origine sahraouie » d'un réfugié mais ne lui reconnaît pas cette nationalité, puisque la France ne reconnaît pas la République arabe sahraouie démocratique, et celle-ci n'est pas membre de l'Organisation des Nations unies. Pour sa part, la Cour administrative d'appel de Nancy considère en 2011 que les personnes d'origines sahraouie qui possèdent une carte d'identité du Maroc sont titulaires de la nationalité marocaine. Selon Antoine Quéré, « malgré les hésitations lexicales, la situation juridique est cependant très claire et s'impose au juge pénal français : le Maroc occupe de façon notoire le Sahara Occidental, dans le cadre d’un conflit armé international. Le caractère notoire de cette occupation fonde l’élément moral du crime de colonisation par peuplement par la connaissance du caractère illégal d’une telle situation ».
L'article 461-26 du Code pénal interdit le transfert de population dans un territoire occupé.

### En Allemagne
Selon les services juridiques du Bundestag, l'occupation du Sahara occidental par le Maroc est « généralement reconnue », étant selon « l'opinion dominante », annexé et occupé par le Maroc, « puissance occupante ».

## Histoire
Le Sahara occidental a été placé sous protectorat espagnol en 1884, le territoire s'étendant du cap Bojador au cap Blanc. L'Espagne a progressivement étendu son contrôle sur la région au cours des 40 années suivantes en négociant avec la France. Le Sahara espagnol a été officiellement créé en 1958 après la fusion de deux districts administratifs antérieurs, Río de Oro et Saguia el Hamra.
Sous la pression des nationalistes du Sahara espagnol, du Maroc, de la Mauritanie et de l'Algérie, l'Espagne s'est désengagée du Sahara occidental en 1976. Le territoire a été divisé par la suite entre le Maroc et la Mauritanie. Soutenu par l'Algérie, le Front Polisario a combattu l'Espagne puis le Maroc. Le Front Polisario a mené une guérilla au Maroc et en Mauritanie, mais la Mauritanie a rapidement cédé ses droits sur le territoire, laissant le Maroc comme seul État belligérant.
Selon Ben Saul, protégés par l'armée marocaine présente à partir de 1975 et par le mur des Sables, les colons marocains se sont progressivement installés tout au long de la côté du Sahara occidental. Toutefois, aux abords du mur, des mines antipersonnel explosent parfois de manière accidentelle.
Selon Ferrière, plus de 200 000 Marocains ont été transférés vers le territoire occupé depuis 1975, représentant 74 % de la population en 2004. Selon Jacob Mundy, les transferts de population ont concerné entre 200 000 et 300 000 civils, alors que le territoire est gardé par plus de 100 000 membres des forces de sécurité marocaines. En parallèle, un exode massif a eu lieu avec la fuite d'environ la moitié des habitants du Sahara occidental vers les camps de réfugiés sahraouis en Algérie. Le gouvernement marocain justifie cet afflux par sa revendication sur le territoire, qui aurait été selon lui marocain ayant la colonisation espagnole. Il le justifie aussi par le fait que des Sahraouis ont fuit la répression coloniale espagnole vers le sud du Maroc entre la fin des années 1950 et les années 1960, puis seraient revenus après 1975. Parmi eux, des Sahraouis du Sud du Maroc, ainsi que des chleuhs de l'Anti-Atlas, ces deux populations contractant souvent des mariages mixtes. Pour sa part, The Washington Post donne lui aussi le chiffre de 300 000 colons.
De son côté, le Front Polisario, qui a accepté l'idée d'un référendum en 1988, souhaite la participation des seuls Sahraouis recensés par l'Espagne en 1974 et éventuellement leurs descendants. Les deux camps s'illustrent par des attitudes cyniques. Alors que le Front Polisario estime pouvoir gagner le référendum de manière écrasante avec la seule participation des recensés de 1974 (73 497), quitte à empêcher la participation de Sahraouis nés au Sahara occidental mais non recensés par les Espagnols car ayant émigré au Maroc, en Algérie et en Mauritanie, le Maroc souhaite de son côté modifier les critères de recensement. Le Maroc considère que entre 30 000 et 35 000 Sahraouis ont fui vers le Maroc durant les années 1950-1960, contre 7 000 en Algérie. De son côté, pour promouvoir sa cause, le Front Polisario affirme que sa population est de 750 000. Jusqu'aux années 2000, les colons marocains n'étaient pas associés aux solutions au conflit. Le Plan de l'ONU de 1991, qui a été formalisé par la signature des Accords d'Houston entre le Maroc et le Front Polisario, n'a pas tenu compte de leur présence sur le territoire. Selon Jacob Mundy, l'autodétermination était réservée aux Sahraouis nés au Sahara occidental, même si à cette époque, une part importante de la population était déjà réputée originaire des autres régions du Maroc.
En 1991, la mission des Nations unies essaye d'élaborer une liste électorale. Su 83 971 candidats, 41 150 sont acceptés. Ainsi, la liste compte 170 000 électeurs, dont 6 875 ayant migré au Maroc. Cela remet en cause les chiffres du Maroc sur le fait qu'une grande partie des Sahraouis auraient fui au sud du pays sous la colonisation espagnole. En avril, le Maroc tente sans succès d'inscrire 120 000 personnes supplémentaires comme électeurs. En septembre de la même année, le Maroc fait entrer 170 000 personnes au Sahara occidental et qu'il présente comme Sahraouis. Une part importante d'entre eux est d'ethnie sahraouie, bien que non originaire du Sahara occidental. Ainsi, les autorités marocaines, qui donnent des cours intensifs aux candidats à l'inscription, pense qu'il sera compliqué pour l'ONU de distinguer un Sahraoui du Sahara occidental d'un Sahraoui du sud du Maroc. De même, alors que l'Algérie et le Front Polisario revendiquaient en 1981 150 000 réfugiés dans les camps, sans autoriser le Haut-commissariat aux réfugiés à venir faire le constat, 129 963 ont été constatés (sur la base des témoignages des pères de famille) dans les années 1990 lors du recensement en vue du référendum. Cependant, seulement 34 000 se sont enregistrés dans les listes électorales. Ceci pose la question de savoir si le nombre de réfugiés était gonflé, notamment pour obtenir plus d'aides humanitaires, ou si certains ont été empêchés par le Front Polisario de s'inscrire pour participer au référendum, de crainte qu'ils ne votent contre l'indépendance.
En 1999, des manifestations de travailleurs et d'étudiants sahraouis auraient été soutenus par des sahraouis non natifs du Sahara occidental. Des Marocains ont attaqué ces manifestants en soutien aux autorités.
En 2001, le Maroc retire son soutien au référendum d'autodétermination, accepté par Hassan II vingt ans plus tôt, proposant à partir de 2007 un plan d'autonomie. De son côté, le Front Polisario, qui soutient toujours le référendum, propose d'accorder des titres de séjours ou la naturalisation aux colons marocains, mais après l'indépendance éventuelle du territoire.
En ce qui concerne la croissance de la population, elle connaît la plus forte augmentation en termes de pourcentage de 1977 à 1981, et en nombre d'individus de 1981 à 1991 et de 1991 à 2000. L'augmentation de la population aurait atteint jusqu'à 555 % de 1977 à 1990. Alors que la population du Maroc croît de 12 %, Laâyoune voit sa population croître de 36 %, Boujdour de 112 %, Dakhla de 130 % et Aousserd de 718 %. En parallèle, dans les régions voisines, la population croît de 10 %, alors qu'elle augmente de 8 % à Casablanca.

## Incitations
Les colonies marocaines ont joué un rôle complexe dans la non-résolution du conflit du Sahara occidental.

### Soutien du gouvernement

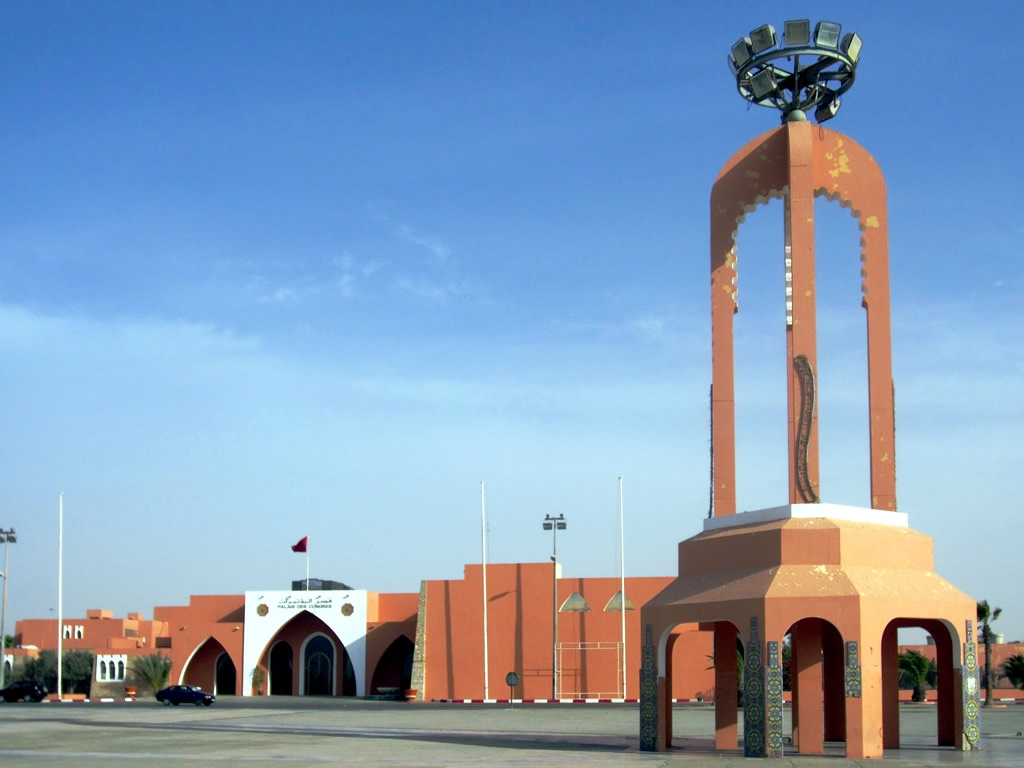
Place du Méchouar à Laâyoune

Le Statut de Rome, parle de transfert de populations « direct ou indirect ». L'immigration vers ces territoires n'est pas illégale en soi, au contraire de l'incitation à ce transfert, et l'incitation des civils à rester sur ce territoire. Selon le Code pénal français, « le fait de participer » implique que le transfert est l'œuvre de la puissance occupante. Selon Antoine Quéré, la participation inclut « toute aide, concours ou autre forme d’assistance ».
Selon lui, l'une des formes de participation inclut le recrutement de travailleurs marocains par des entreprises françaises. Il ajoute que la situation sur le terrain, notoire, est connue, et que la planification de création d'emplois est décidée avec les pouvoirs publics locaux.
Selon Poissonnier et David, « les responsables militaires, politiques et économiques, participent au transfert d’une partie de la population civile du Maroc au Sahara occidental ». Selon Philippe Leclercq, le gouvernement marocain incite les colons à s'installer au Sahara occidental par l'octroi de subventions pour des aliments de première nécessité, des dons de terrains immobiliers, des aides à la construction. Par ailleurs, des entreprises sont exonérées de taxes, et l'État lance des appels de financements de projets. Selon Ferriere L., sur ce territoire, un salarié marocain gagne jusqu'à jusqu'à 95 % de plus qu'au Maroc,. L'électricité est aussi moins chère. Cependant, pour les salaires, cela concerne peu les emplois dans le secteur privé.
Dans le but d'ancrer le territoire au Maroc, une « marocanisation est mise en place ». L'État vise ainsi à effacer les différences entre le Sahara occidental et le reste du territoire marocain. Ainsi, si le territoire « devient marocain au niveau environnemental, culturel,
social, politique, économique et démographique », le référendum, délégitimisé ainsi par la présence des colons, n'a plus d'objet,. L'Humanité parle de « politique de colonisation et de pillage des ressources dans les territoires occupés ».

### Attitude du Front Polisario

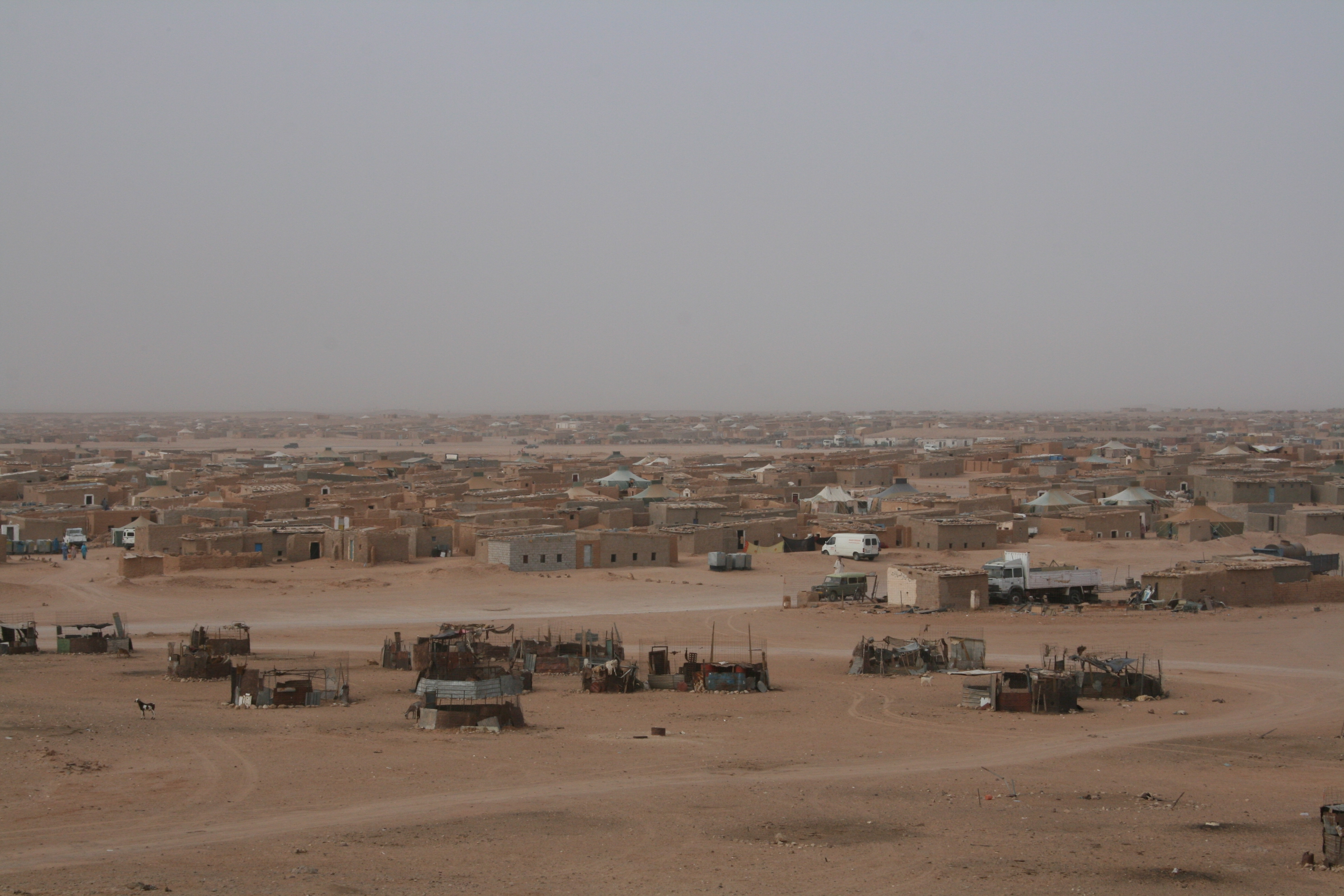
Camp de réfugié de Laâyoune à Tindouf.

Le Front Polisario est en désaccord avec la présence de colons au Sahara occidental et les considère comme un obstacle important à l'autonomie. Lors d'une conversation en 2018 entre Brahim Ghali, secrétaire général du Front Polisario, et Horst Koehler, l'envoyé personnel du secrétaire général des Nations unies au Sahara occidental, Ghali a noté que les colonies marocaines étaient un sujet de préoccupation majeur. Plus précisément, la présence de colons modifie considérablement la composition démographique de la région, ce qui constitue un obstacle important à une résolution.
Pour le Front Polisario, les colons marocains qui constituent désormais la majorité de la population du Sahara occidental excluent la possibilité d'un référendum d'indépendance. Craignant qu'un vote d'indépendance ne force une union avec le Maroc ou ne poursuive la domination marocaine sur le Sahara occidental, peu sont ouverts à un tel référendum sans décolonisation et rapatriement des colons au Maroc.

## Réponse internationale
Les Nations unies ont tenté de jouer un rôle de médiateur dans les revendications concernant le Sahara occidental, les colons étant un sujet de discorde majeur. Au début des années 2000, l'envoyé personnel du secrétaire général des Nations unies Kofi Annan pour le Sahara occidental, James Baker, a tenu de nombreuses réunions avec des représentants du Maroc et du Polisario pour discuter de l'avenir du Sahara occidental. Elles ont été finalement inefficaces et ont enflammé les relations. Baker a également présenté deux plans de paix qui introduiraient une phase d'autonomie de quatre ans au Sahara occidental, puis soumettraient l'indépendance à un vote de type référendaire, ces plans n'ont pas abouti.

## Comparaison avec la Palestine
Rana Khoury compare le Sahara occidental aux Territoires palestiniens occupés.